# Dojô (ictiologia)
O dojô também conhecido como peixe cobra (Misgurnus anguillicaudatus) é um peixe cobitídio de água doce, nativo do nordeste da Ásia, especialmente da China. Popular no aquarismo, por ser um agente limpador de fundo. Gosta muito de enterrar-se, principalmente durante o dia, pois é predominantemente notívago, mas em casos de água muito fria, o dojô fica letárgico, a passar muito tempo enterrado.
Esse peixe normalmente não passa dos oito centímetros em cativeiro, mas chega aos vinte centímetros na natureza. Ele é encontrado em duas pigmentações naturais: uma com o corpo mais tarjadoe outro com menos tarjas; porém outras colorações vêm aparecendo em cativeiro.
A água ideal para um dojô tem o Ph 7,0 – ou seja, neutro – e temperatura em torno dos 22 °C.

## Biologia
Muitos afirmam que este animal possui habilidades meteorológicas, a qual podem prever tempo chuvoso, quando começa a saltar para fora da água. Porém, é um mito dizer isto. Quando apresentam este tipo de comportamento, significa que a temperatura da água está acima do normal, pois o Dojô é um peixe de água estritamente fria, pelos seus rins necessitarem obrigatoriamente desse tipo de água para viverem. É um animal forte e resiste mais tempo sem água do que a maioria dos peixes.